# Jají
Jají ist eine Gemeinde in der Municipio Campo Elías im Bundesstaat Mérida in Venezuela in den Anden.
Die Gemeinde liegt 38 km von Merida entfernt in den Anden, sie ist über eine Busverbindung an Mérida und La Azulita angebunden. Der über 400 Jahre alte historische Stadtkern aus der Kolonialzeit wurde ab 1968 saniert und 1971 neu eingeweiht. Der Ort wurde 1580 von Bartolomé Gil Naranjo mit dem Namen San Pedro de Jají erstmals gegründet. 1610 gründete García Varela zum zweiten Mal mit dem Namen San Miguel de Jají.